# Spinasteron weiri
Spinasteron weiri là một loài nhện trong họ Zodariidae.
Loài này thuộc chi Spinasteron. Spinasteron weiri được Barbara C. Baehr miêu tả năm 2003.